# 多奇鎮區 (阿肯色州洛諾克縣)
多奇鎮區（英語：Dortch Township）是位於美國阿肯色州洛諾克縣的一個行政鎮區。

## 地方資料
多奇鎮區的面積為45.09平方千米，當中陸地面積為43.93平方千米，而水域面積為1.16平方千米。根據2010年美國人口普查的數據，當地共有人口132人，而人口密度為每平方千米2.93人。